# Duna Autó Zrt.
A Duna Autó Zrt. gépjárművek értékesítésével és szervizelésével, haszongépjármű- és flottaértékesítéssel, márkafüggetlen vizsgáztatással és bérautó szolgáltatásokkal foglalkozó vállalat.

## Története
A Duna Autó Zrt. jogelődje, a Duna Interservice Kft. 1989-ben alakult meg a Duna Volán Vállalat tehergépjármű-javító részlegének óbudai telephelyén. A cég kezdetben Kamaz és LIAZ tehergépjárműveket forgalmazott, majd kínálatát a Mitsubishi és Volvo márkákra bővítette. Az évek során a hangsúly fokozatosan a személygépjármű-kereskedelem és -szervizelés felé tolódott.
A Duna Autó mára Magyarország egyik legnagyobb autós vállalatcsoportjává nőtte ki magát. A budapesti Zay utcai központi telephelyen jelenleg 23 autómárka értékesítése és 28 márkaszerviz működik. A cég személy- és haszongépjárműveket kínál, magánszemélyek és vállalati ügyfelek számára egyaránt. A szolgáltatások között szerepel új- és használtautó-értékesítés, finanszírozás, biztosítás, flottaüzemeltetés, javítás, karbantartás, valamint karosszéria- és fényezőműhelyi szolgáltatás is.
A vállalat tevékenysége az utóbbi években földrajzilag is bővült: az óbudai központon túl Szegeden is jelen van.

## Szolgáltatások
- gépjárművek értékesítése és szervizelése
- haszongépjármű- és flottaértékesítés
- márkafüggetlen vizsgáztatás
- bérautó szolgáltatások

## Forgalmazott márkák
- Abarth
- BYD
- Citroën
- Cupra
- Dacia
- Farizon
- Fiat
- Fiat Professional
- Honda
- Hyundai
- Jeep
- Kia
- Leapmotor
- MG
- Mitsubishi
- Nissan
- Peugeot
- Renault
- SEAT
- Škoda
- Subaru
- Suzuki
- Volvo

## A Duna Autó Zrt. társadalmi felelősségvállalása
Amellett, hogy a vállalkozás profitot termel, jelentős a társadalmi szerepvállalása. Többek között támogatott tömegmegmozdulásokat, mint például az Óbudai Egészségolimpiát. A Duna Autó Zrt. évek óta támogatja a hortobágyi Madárkórházat is. Adományaival a megszűnéstől mentette meg az alapítványt. A vállalat társadalmi felelősségvállalásának szerves része a San Marco Szabadegyetem évek óta való támogatása. A Szabadegyetem helyi ismeretterjesztő akadémiaként működik. A hulladékot szelektíven gyűjtik a cég telephelyén.